# FC Spartak (Járkov)
El FC Spartak Járkov (en ruso: Футбольный клуб «Спартак») es un equipo de fútbol de Ucrania que juega en el Campeonato de Járkov.

## Historia
Fue fundado en el año 1922 en la ciudad de Járkov por idea del Comité Central de la LKSMU, y no tiene relación con el FC Spartak Moscú a pesar de la similitud del nombre y el escudo y porque el club de la capital soviética se formó tiempo después.
En 1936 fue uno de los equipos fundadores de la Primera Liga Soviética, la segunda división de la Unión Soviética, y dos años después logra el ascenso a la Primera División de la Unión Soviética por la expansión de la liga además de alcanzar los cuartos de final de la Copa de la Unión Soviética.
En 1938 participa por primera y única vez en la Primera División de la Unión Soviética luego de descender al terminar en el lugar 21 entre 26 equipos, permaneciendo en la segunda división soviética hasta que desciende nuevamente en 1939. En 1940 regresa a la Primera Liga Soviética donde iba en el puesto 14 hasta que la liga fue cancelada a causa de la Segunda Guerra Mundial.
Al finalizar la Segunda Guerra Mundial el club pasó en las ligas locales y en 1957 juega en la Liga Soviética de Ucrania donde descendió. En 1959 regresa a la liga de RSS de Ucrania donde llegó hasta las semifinales y gana la copa de la ciudad en ese año, clasificando a la Copa Soviética de Ucrania donde fue eliminado en la cuarta ronda. El club jugó en los torneos nacionales hasta 1975, aunque está activo dentro de las ligas regionales.

## Palmarés
- Copa Soviética de Kharkiv: 1

1959

## Jugadores

### Jugadores destacados
| - Nikolái Zavorotni - Vladímir Íschenko - Alekséi Kasimov | - Serguéi Kopeiko - Aleksandr Ponomariov - Iván Priválov |